# The Test of Manhood
The Test of Manhood è un cortometraggio muto del 1914 diretto da Bertram Bracken.

## Produzione
Il film fu prodotto dalla Balboa Amusement Producing Company.

## Distribuzione
Distribuito dalla Box Office Attractions Company, il film - un cortometraggio di tre bobine - uscì nelle sale cinematografiche statunitensi il 12 ottobre 1914.